# Red Sparrow
Pour plus de détails, voir Fiche technique et Distribution.
Red Sparrow, ou Le Moineau rouge au Québec, est un film d'espionnage américain réalisé par Francis Lawrence, sorti en 2018. Il s'agit d'une adaptation du roman du même nom de Jason Matthews.

## Synopsis
Dominika Egorova est une jeune danseuse étoile au Bolchoï. Un soir, lors d'une représentation, son partenaire masculin chute accidentellement sur elle et lui provoque une fracture ouverte du tibia. Elle ne pourra probablement plus jamais revenir à son niveau initial mais, pour subvenir aux besoins de sa mère malade, son oncle Ivan travaillant au SVR (service de renseignement extérieur qui a succédé au KGB), lui propose une première mission en échange de sa protection, de la poursuite de soins médicaux qualitatifs pour sa mère et la conservation de leur appartement actuel. Cette première mission consiste à séduire Dimitry Ustinov, un homme politique russe. Alors qu'Ustinov dans la soirée commence un rapport forcé avec elle, il est tué par Simionov (un agent russe sous les ordres d'Ivan). À la suite de quoi, Ivan offre à Dominika le choix de commencer à travailler pour les services de renseignements russes en suivant une formation, ou d'être exécutée car il faut en principe qu'il ne reste aucun témoin.
Nathaniel Nash est un agent de la CIA travaillant à Moscou. Alors qu'il vient tout juste de rencontrer son informateur dans le parc Gorki, tous deux risquent d'être appréhendés par une patrouille de police circulant en voiture. Nash, qui est déjà éloigné d'une cinquantaine de mètres, crée une diversion en tirant à plusieurs reprises vers le sol avec son pistolet pour permettre à son informateur - une taupe dans les rangs russes surnommée Marble - d'échapper à un contrôle policier. Pour cette action jugée comme une erreur, Nash est par la suite réaffecté aux États-Unis, mais il insiste sur le fait qu'il est la seule personne en qui Marble a confiance. Comme il ne peut retourner en Russie, il obtient d'être affecté à Budapest, où très probablement Marble reprendra contact avec lui.
Dominika est donc forcée à suivre la formation dans l’école des « moineaux » où de jeunes recrues apprennent à utiliser la séduction pour compromettre des ennemis de la patrie et obtenir des renseignements. Elle excelle plutôt au cours de ce camp intensif, malgré quelques frictions avec ses entraîneurs et les autres stagiaires. Quelque temps après, elle est affectée à Budapest. La mission de Dominika consiste désormais à gagner la confiance de Nash et à découvrir l'identité de Marble, la taupe.
À son arrivée à Budapest, on donne à Dominika un pied à terre qu'elle va partager avec Marta, une autre « moineau », qui y est déjà installée. Dominika prend rapidement contact avec Nash, qui détermine à juste titre qu'elle est un agent des services de renseignements russes. Dominika lui confirme sa véritable identité et dévoile le but de sa mission. Pendant que Marta est sortie, Dominika inspecte sa chambre et se rend compte qu'elle travaille à recueillir des informations auprès de Stéphanie Boucher, la cheffe de cabinet d'un sénateur américain. Dominika constate qu'elle a besoin de plus de temps et affirme à son oncle qu'elle aide Marta dans ses efforts pour recueillir des informations auprès de Stéphanie Boucher. De retour chez elle, Dominika trouve Marta brutalement torturée et assassinée. Simionov lui révèle qu'il a commis le meurtre en guise d'avertissement de ne pas trahir ses secrets.
Dominika propose à Nash de travailler pour lui en tant qu'agent double. Elle accomplit la mission de Marta : elle rencontre Stéphanie Boucher dans un hôtel et échange discrètement les informations obtenues sur disquettes par d'autres disquettes fournies par la CIA. En sortant de l'hôtel, Boucher repère des agents (qui s'avèreront américains). Effrayée et un peu alcoolisée, elle s'engage à pied dans la circulation, recule sans faire attention : un camion la renverse et elle meurt sur le coup. Les agents russes qui observent Boucher se rendent compte que la mission a été compromise par Dominika. Ils exigent qu'elle retourne à Moscou. Elle y est torturée et interrogée pendant des jours. Elle convainc Ivan qu'elle est maintenant crédible aux yeux des Américains, car elle a été torturée par son propre pays et n'a pas révélé d'informations. Dominika retourne à Budapest et informe Nash qu'elle souhaite partir avec sa mère pour les États-Unis.
Après avoir passé la nuit avec Nash, Dominika se réveille et le voit ligoté et en train d'être torturé par Simionov. Ce dernier tente de de lui faire avouer l'identité de Marble. Elle aide tout d'abord Simionov à torturer Nash ; le bourreau ainsi mis en confiance, elle se retourne contre lui à la première occasion et le tue. Blessée au cours de l'affrontement, Dominika se réveille dans un hôpital américain où le général Vladimir Korchnoi lui révèle qu'il est Marble. Il explique qu'il était au départ patriote, mais qu'il en est venu à penser que la Russie était corrompue. Il craint d'être bientôt pris, et au lieu de mourir en vain, il ordonne à Dominika de révéler à Ivan qu’il est Marble. Elle pourrait alors le remplacer comme taupe et faire avancer leur travail en transmettant des informations à la CIA. Nash, quant à lui, est dans le même hôpital que Dominika. Plus grièvement blessé, il ne se remet pas aussi vite.
Dominika contacte ses supérieurs pour révéler l'identité de la taupe. Grâce à un ensemble de faisceaux d'indices qu'elle a soigneusement préparé en amont, elle réussit à piéger et à faire passer Ivan pour la taupe, au lieu de trahir Korchnoi. Lors de l'échange des otages - Dominika contre Ivan - sur le tarmac d'un aéroport, Ivan est tué par un sniper russe sitôt Dominika mise en sûreté. Rentrée en Russie, la jeune femme est félicitée par ses supérieurs. Elle décide de rester à Moscou avec sa mère afin de continuer l'entente secrète avec les services secrets américains.

## Fiche technique
- Titre original et français : Red Sparrow
- Titre québécois : Le Moineau rouge
- Réalisateur : Francis Lawrence
- Scénario : Justin Haythe, d'après le roman Le Moineau Rouge (Red Sparrow, 2013) de Jason Matthews
- Montage : Alan Edward Bell (en)
- Photographie : Jo Willems
- Décors : Maria Djurkovic
- Costumes : Trish Summerville
- Musique : James Newton Howard
- Producteurs : Peter Chernin, Jenno Topping et Steven Zaillian
- Producteurs délégués : Garrett Basch, Mary McLaglen et David Ready
- Coproducteurs : Ildiko Kemeny et David Minkowski
- Société de production : Chernin Entertainment et TSG Entertainment
- Distribution : 20th Century Fox (États-Unis et France)
- Pays d'origine :  États-Unis
- Langue originale : anglais
- Durée : 140 minutes
- Genre : thriller, espionnage
- Dates de sortie :
  - États-Unis : 15 février 2018 (avant-première au Newseum) ; 2 mars 2018
  - Belgique : 28 février 2018
  - France : 4 avril 2018
- Classification :
  - Interdit aux moins de 12 ans lors de sa sortie en France puis déconseillé aux moins de 16 ans à la télévision.
  - Classé R aux États-Unis

## Distribution
- Jennifer Lawrence (VF : Kelly Marot ; VQ : Catherine Brunet) : Dominika Egorova
- Joel Edgerton (VF : Jérémie Covillault ; VQ : Louis-Philippe Dandenault) : Nathaniel Nash
- Matthias Schoenaerts (VF : Julien Lucas ; VQ : Frédérik Zacharek) : Vanya « Ivan » Egorov
- Charlotte Rampling (VF : elle-même) : « Matron », la directrice de l'école Sparrow
- Mary-Louise Parker (VF : Virginie Méry ; VQ : Hélène Mondoux) : Stephanie Boucher
- Jeremy Irons (VF : Féodor Atkine ; VQ : Jean-Luc Montminy) : le Général Vladimir Andreievich Korchnoi
- Ciarán Hinds (VF : Yuriy Zavalnyou ; VQ : Marc Bellier) : Zakharov
- Joely Richardson (VF : Laurence Dourlens) : Nina Egorova
- Bill Camp (VF : François-Éric Gendron ; VQ : Guy Nadon) : Marty Gable
- Thekla Reuten (VF : Macha Petina ; VQ : Mélanie Laberge) : Marta Yelenova
- Sergej Onopko : Simyonov
- Sebastian Hülk (VF : Nikola Kirminac) : Sergei Matorin
- Hugh Quarshie (VF : Marc Grosy) : Simon Benford
- Sakina Jaffrey (VF : Nathalie Karsenti) : Trish Forsythe
- Douglas Hodge (VF : Sacha Petroniejevik ; VQ : François Godin) : Maxim Volontov
- Sergueï Polounine : Konstantin
- Kristof Konrad (en) (VF : Miglen Mirtchev) : Dimitri Ustinov
- Sasha Frolova (VF : Alexia Lunel) : Anya
- Nicole O'Neill (VF : Alexia Lunel) : Sonya
- Joel de la Fuente (VF : Jérémy Bardeau) : le sénateur américain
- Stefan Godin : l'ambassadeur français

- Version française
  - Société de doublage : Dubbing Brothers
  - Direction artistique : Béatrice Delfe
  - Adaptation des dialogues : Bob Yangasa

 Source et légende : version française (VF) sur RS Doublage et selon le carton du doublage français cinématographique.
 Source et légende : version québécoise (VQ) sur Doublage.qc.ca

## Production

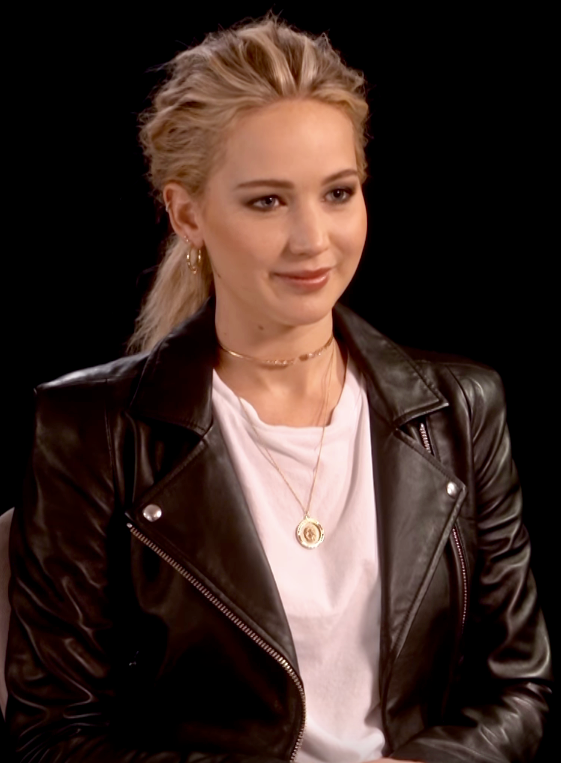
L'actrice principale Jennifer Lawrence au System Summit 2018, l'année de sortie du film.

Le tournage débute en Hongrie, à Budapest et Dunaújváros, en janvier 2017,,. Il se poursuit en Slovaquie, à Bratislava en avril 2017. Une scène est également tournée sur la Michaelerplatz de Vienne en Autriche le 29 avril 2017. En mai 2017, Jennifer Lawrence est aperçue en plein tournage à l'aéroport de Londres-Heathrow.

## Sortie

### Accueil critique
En France, le site Allociné recense une moyenne des critiques presse de 2,8/5, et des critiques spectateurs à 3,7/5.

### Box-office
Sorti aux États-Unis le 2 mars 2018, le film se place en deuxième place du box-office lors de son premier week-end d'exploitation avec 17 millions de dollars juste derrière le leader de ce début d'année, Black Panther.
Le film cumule plus de 46 millions de dollars en un mois et quatre jours d'exploitation aux États-Unis pour récolter près de 150 millions de dollars de recettes depuis le début de son exploitation, ce qui rembourse son budget qui est estimé à 69 millions de dollars.
Sorti en France le 4 avril 2018, Red Sparrow prend la troisième place du box-office avec 268 324 entrées en premier week-end derrière Pierre Lapin et Ready Player One. Le film totalise 835 524 entrées en Allemagne et 499 072 entrées en Italie.